# IVD
IVD (англ. Isovaleryl-CoA dehydrogenase) – білок, який кодується однойменним геном, розташованим у людей на 15-й хромосомі. Довжина поліпептидного ланцюга білка становить 423 амінокислот, а молекулярна маса — 46 319.
| 10         |  | 20         |  | 30         |  | 40         |  | 50         |
| ---------- |  | ---------- |  | ---------- |  | ---------- |  | ---------- |
| MATATRLLGW |  | RVASWRLRPP |  | LAGFVSQRAH |  | SLLPVDDAIN |  | GLSEEQRQLR |
| QTMAKFLQEH |  | LAPKAQEIDR |  | SNEFKNLREF |  | WKQLGNLGVL |  | GITAPVQYGG |
| SGLGYLEHVL |  | VMEEISRASG |  | AVGLSYGAHS |  | NLCINQLVRN |  | GNEAQKEKYL |
| PKLISGEYIG |  | ALAMSEPNAG |  | SDVVSMKLKA |  | EKKGNHYILN |  | GNKFWITNGP |
| DADVLIVYAK |  | TDLAAVPASR |  | GITAFIVEKG |  | MPGFSTSKKL |  | DKLGMRGSNT |
| CELIFEDCKI |  | PAANILGHEN |  | KGVYVLMSGL |  | DLERLVLAGG |  | PLGLMQAVLD |
| HTIPYLHVRE |  | AFGQKIGHFQ |  | LMQGKMADMY |  | TRLMACRQYV |  | YNVAKACDEG |
| HCTAKDCAGV |  | ILYSAECATQ |  | VALDGIQCFG |  | GNGYINDFPM |  | GRFLRDAKLY |
| EIGAGTSEVR |  | RLVIGRAFNA |  | DFH        |  |            |  |            |

A: Аланін

C: Цистеїн

D: Аспарагінова кислота

E: Глутамінова кислота

F: Фенілаланін

G: Гліцин

H: Гістидин

I: Ізолейцин

K: Лізин

L: Лейцин

M: Метіонін

N: Аспарагін

P: Пролін

Q: Глутамін

R: Аргінін

S: Серин

T: Треонін

V: Валін

W: Триптофан

Кодований геном білок за функцією належить до оксидоредуктаз. 
Задіяний у таких біологічних процесах, як ацетилювання, альтернативний сплайсинг. 
Білок має сайт для зв'язування з ФАД, флавопротеїном. 
Локалізований у мітохондрії.